# Lyngby Stadion
Das Lyngby Stadion ist ein Fußballstadion in Lyngby, Hauptort der dänischen Lyngby-Taarbæk Kommune. Der Fußballverein Lyngby BK (Lyngby Boldklubben af 1921) empfängt in der Sportstätte seine Gegner.

## Geschichte
Das Stadion wurde 1949 eingeweiht. In den 1990er Jahren wurde das Fassungsvermögen aus Sicherheitsgründen kontinuierlich gesenkt; so standen 1992 noch 15.000 Plätze bereit, zwei Jahre später 13.000 Plätze und 2000 dann nur noch 10.000 Plätze. Zu internationalen Spielen wurden, neben der überdachten Haupt- und Gegentribüne, Zusatztribünen aus Stahl errichtet. In der Nordkurve befand sich ein Erdwall mit Steinstufen als Stehplätze, die von breiten Hecken eingerahmt waren. Heute steht dort der Fanshop des Vereins. 1999 wurde im Stadion ein V.I.P.-Logenbereich mit Namen Juul & Nielsen Loungen gebaut, der den Besuchern 220 Plätze bietet. 2013 wurde die Westtribüne renoviert und die Leichtathletikanlage entfernt. 2016 ergänzte die unüberdachte Südtribüne die Anlage. Heute bietet das Stadion 10.100 Plätze, davon sind 3100 Sitzplätze.